# 新大方駅
新大方駅（シンデバンえき）は、大韓民国ソウル特別市銅雀区新大方洞にあるソウル交通公社2号線の駅。駅番号は(231)。

## 駅構造

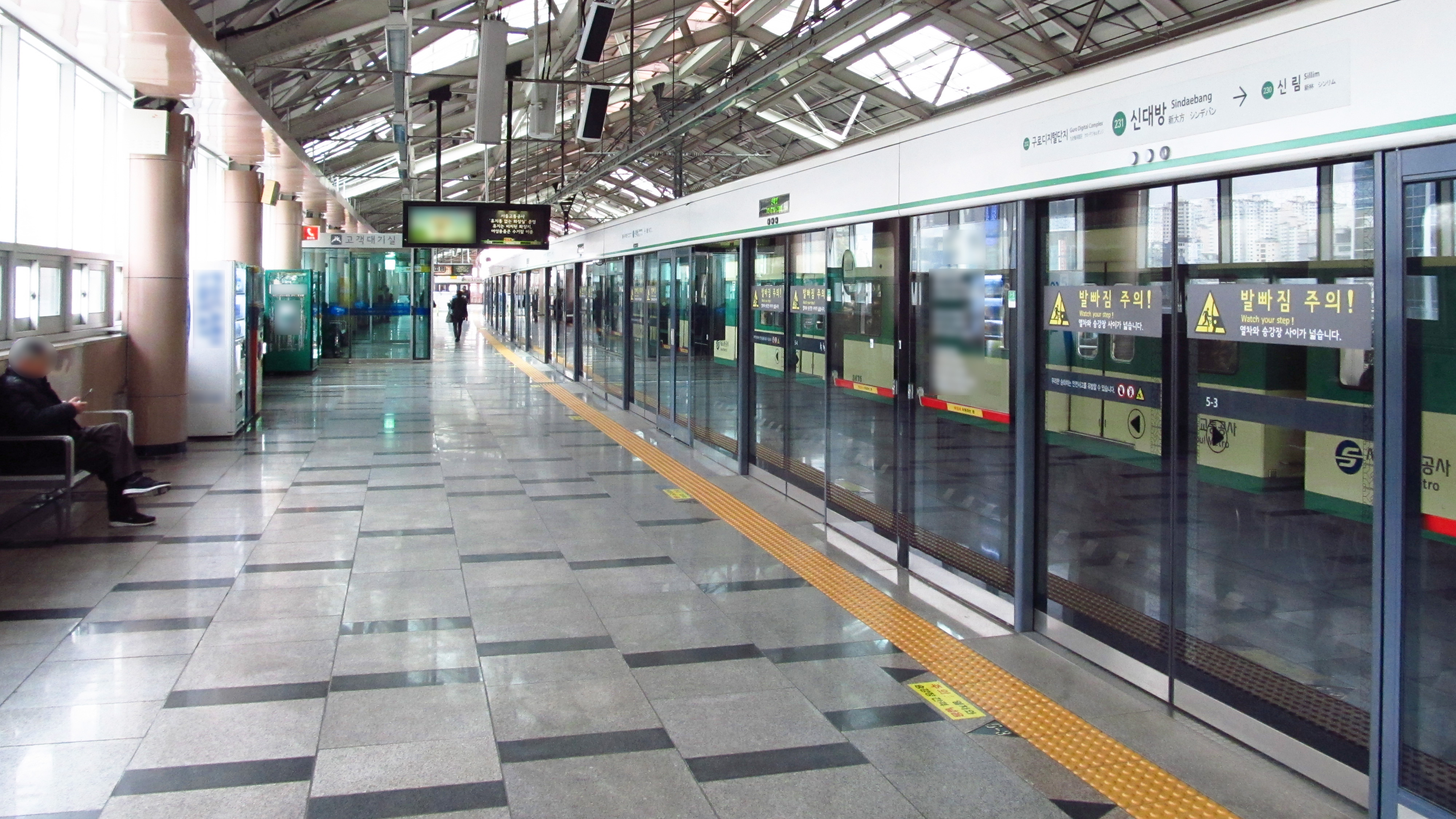
外回りホーム（2018年11月21日）

相対式ホーム2面2線を有する高架駅で、フルスクリーンタイプのホームドアが設置されている。
改札口は東側（新林寄り）と西側（九老デジタル団地寄り）の2ヶ所あり、互いに通路2本でつながっている。化粧室は東側の改札内にある。
エレベーター完備。出入口は1番から4番までの計4ヶ所ある。

### のりば
- 案内上ののりば番号は設定されていない。

| 内回り | 2号線 | 大林・新道林・永登浦区庁・堂山方面 |
| 外回り | 2号線 | 舎堂・教大・江南・宣陵方面         |

## 利用状況
近年の一日平均利用人員推移は下記のとおり。
| 路線  | 路線     | 2000年 | 2001年 | 2002年 | 2003年 | 2004年 | 2005年 | 2006年 | 2007年 | 2008年 | 2009年 | 出典  |
| ----- | -------- | ------ | ------ | ------ | ------ | ------ | ------ | ------ | ------ | ------ | ------ | ----- |
| 2号線 | 乗車人員 | 22,010 | 23,648 | 23,655 | 23,449 | 21,660 | 20,289 | 22,506 | 22,921 | 23,623 | 23,871 | [ 1 ] |
| 2号線 | 降車人員 | 21,242 | 22,137 | 22,328 | 22,233 | 20,830 | 19,903 | 22,145 | 22,489 | 23,401 | 23,403 | [ 1 ] |
| 2号線 | 乗降人員 | 43,251 | 45,785 | 45,984 | 45,682 | 42,490 | 40,191 | 44,651 | 45,410 | 47,025 | 47,273 | [ 1 ] |
| 路線  | 路線     | 2010年 | 2011年 | 2012年 | 2013年 | 2014年 | 2015年 |        |        |        |        | [ 1 ] |
| 2号線 | 乗車人員 | 23,830 | 25,460 | 26,427 | 27,303 | 27,944 | 28,196 |        |        |        |        | [ 1 ] |
| 2号線 | 降車人員 | 23,391 | 24,656 | 25,493 | 26,172 | 26,851 | 26,981 |        |        |        |        | [ 1 ] |
| 2号線 | 乗降人員 | 47,221 | 50,116 | 51,920 | 53,474 | 54,796 | 55,177 |        |        |        |        | [ 1 ] |

## 駅周辺
- ソウル衿川警察署
- 農心
- 気象庁
- 南部首都事務所
- 南部障害者総合福祉館
- 銅雀区民体育センター
- 文昌初等学校
- ポラメ公園（朝鮮語版）
- ソウル聖書神学大学院大学校
- ソウル特別市知的障害者福祉館
- 首都女子高等学校
- 新大方1洞住民センター
- 新林総合市場
- 道林川
- 新士洞住民センター

## 歴史
- 1984年5月22日 - 開業。

## 隣の駅
ソウル交通公社
 2号線
新林駅 (230) - 新大方駅 (231) - 九老デジタル団地駅 (232)